# دبليو دبليو إي سوبرستارز
دبليو دبليو إي سوبرستارز (بالإنجليزية: WWE Superstars)‏ أو ببساطة سوبرستارز (بالإنجليزية: Superstars)‏ هو كان برنامجٌ تلفزيونيّ للمصارعة المحترفة يُنتَجُ من قِبل دبليو دبليو إي. كان البرنامج يُبثُّ في الأصل على شبكة دابليو جي إن أمريكا (بالإنجليزية: WGN America)‏ في الولايات المتحدة ثم أصبحَ يُبَثُّ لاحقًا على شبكة دبليو دبليو إي. عُرض البرنامج لأول مرة في السادس عشر من نيسان/أبريل 2009 وانتهى بثه محليًا في الولايات المتحدة في السابع من نيسان/أبريل 2011 بعدما أصبحَ يُبثُّ عالميًا عبر الإنترنت مع الحفاظ على البثّ التلفزيوني التقليدي على بعضِ الشبكات حسب نوعيّة العقود الموقّعة. تميَّز هذا العرضُ الجديد عبر الشبكة العنكبوتيّة بشهرة كبيرة وحظي بتغطيّة واهتمامٍ إعلاميّ أكبر حيث كان نمطُ العرض مشابهًا لعرض دبليو دبليو إي هيت ودبليو دبليو إي فيلوسيتي. ظهرت في هذا البرنامج أسماءٌ كبيرةٌ في عالم المصارعة مثل جون سينا وراندي أورتن وأندرتيكر وتربل إتش و الكثير.

## التاريخ
أعلنت دبليو دبليو إي ودبليو جي إن أمريكا في التاسع عشر من كانون الأول/ديسمبر 2008 عن اتفاقيةٍ لإنشاءِ سلسلة أسبوعية جديدة تُعرض في أوقاتِ الذروة لمدة ساعةٍ واحدةٍ بعنوان دبليو دبليو إي سوبرستارز والتي كان من المقرر طرحها لأول مرة في شهر نيسان/أبريل من عام 2009. بدأ بثُّ البرنامج رسميًا في السادس عشر من نيسان/أبريل من نفسِ العام على قناة دبليو جي إن أمريكا المدفوعة فيما بُثّت الإعادات على القناة المفتوحة. أعلنت دبليو جي إن أمريكا في السابع عشر من آذار/مارس 2011 أنها لن تشتري حقوق بث البرنامج حيث عَرضت الحلقة الأخيرة منه في السابع من نيسان/أبريل 2011.
ذكرت تقاريرٌ على الإنترنت أن الشبكة الأمريكيّة لم تشترِ حقوق بثّ البرنامج لأنهُ لم يرقَ إلى مستوى توقعاتها وتطلعاتها. واصلَ موقع دبليو دبليو إي دوت كوم بثّ البرنامج من الرابع عشر من نيسان/أبريل إلى الثاني والعشرين من أيلول/سبتمبر 2011 ومرة أخرى من السادس من تشرين الأول/أكتوبر 2011 حتى الثالث عشر من أيلول/سبتمبر 2012، فيما استمرَّ العرض دوليًا على عددٍ من الشبكات والقنوات الأخرى حتى الخامس والعشرين من تشرين الثاني/نوفمبر 2016.
أعلنت دبليو دبليو إي في الثامن والعشرين من تشرين الثاني/نوفمبر 2016 (وقت توقّف العرض على باقي القنوات) عن إلغاء سوبرستارز حيث استبدلت البرنامج ببرنامجٍ آخرٍ هو دبليو دبليو إي تو فايف لايف معَ برنامج دبليو دبليو إي ماين إيفينت الذي كانَ بمثابة عرضٍ تكميلي ضمَّ مواهب من راو وسماكداون. تُوفّر شبكة دبليو دبليو إي عبر موقعها على الإنترنت إمكانيّة مشاهدة حلقات محددة، كما يُمكن مشاهدة الحلقات من 17 أيلول/سبتمبر 2009 حتى 20 أيلول/سبتمبر 2012 على قناة دبليو دبليو إي الرسميّة على منصّة يوتيوب.

## الإنتاج

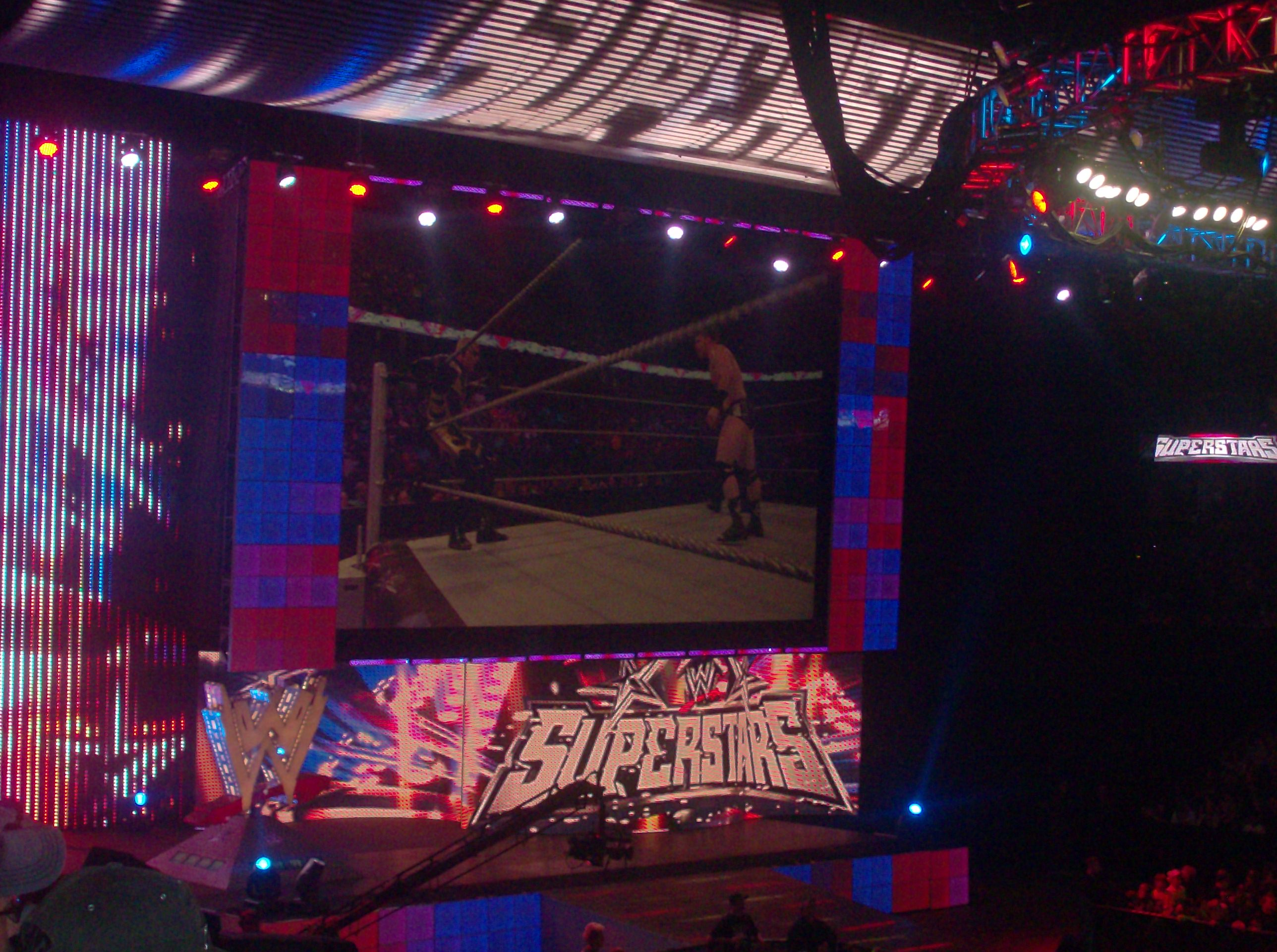
صورة لحدث دبليو دبليو إي سوبرستارز

كانت آخر أغنية عُرضت خلال برنامج دبليو دبليو إي سوبرستارز هي أغنيّة نيو داي كامينغ (بالإنجليزية: New Day Coming)‏ للمغنّي سي إف دبليو، حيث حلَّت محلَّ أغنيّة إنفينسِبل (بالإنجليزية: Invincible)‏ للمغني أديليتاس واي والتي كانت تُرافق العرض التلفزيوني حتَّى السابع عشر من أيار/مايو 2013. آخرُ معلقين علقا على حدث السوبرستارز هما توم فيليبس وكوري جريفز فيما كانَ جوجو آخر معلقٍ يُعلق على مباريات الحدث على مقربةٍ من الحلبة.
كانت تُلعب مباريات السوبرستارز في وقتٍ مبكّر من الأسبوع حيث تُلعب وتُصوَّرُ خلال أحداثِ الراو في ليالي الإثنين، ثم يُبثُّ الحدث أيام الخميس وذلك حتى كانون الثاني/يناير 2015 عندما قررت دبليو دبليو إي بثّ حدث سماكداون ليلة الخميس وأصبحَ حدث سوبرستارز يُبثُّ يوم الجمعة على شبكة دبليو دبليو إي حيث بُثَّ لأول مرةٍ في السادس عشر من كانون الثاني/يناير 2015.

### المعلقون
| المُعلِّقُون                              | التاريخ                                                                                  |
| ------------------------------------- | ---------------------------------------------------------------------------------------- |
| راو                                   |                                                                                          |
| مايكل كول وجيري لولر                  | 16 أبريل 2009 – 26 أكتوبر 2010                                                           |
| سكوت ستانفورد وجيري لولر              | 7 أكتوبر 2010 28 أكتوبر 2010 – 11 نوفمبر 2010 25 نوفمبر 2010 23 ديسمبر 2010              |
| مايكل كول وجوش ماثيوز                 | 11 نوفمبر 2010                                                                           |
| سكوت ستانفورد وسي إم بانك             | 18 نوفمبر 2010 2 ديسمبر 2010 – 16 ديسمبر 2010                                            |
| سكوت ستانفورد وجوش ماثيوز             | 30 ديسمبر 2010 – 25 أكتوبر 2012                                                          |
| جوش ماثيوز ومات سترايكر               | 10 نوفمبر 2011                                                                           |
| سكوت ستانفورد ومات سترايكر            | 29 مارس 2012 26 أبريل 2012 – 3 مايو 2012                                                 |
| توم فيليبس وكوري جريفز                | 29 يوليو 2016 – 25 نوفمبر 2016                                                           |
| تون فيليبس وبايرون ساكستون            | 2 سبتمبر 2016                                                                            |
| سماكداون                              |                                                                                          |
| تود غريشام وجيم روس                   | 16 أبريل 2009 – 29 أكتوبر 2009                                                           |
| تود غريشام ومات سترايكر               | 5 نوفمبر 2009 – 2 ديسمبر 2010                                                            |
| جاك كوريبلا ومات سترايكر              | 9 ديسمبر 2010 – 26 مايو 2011 9 يونيو 2011 – 3 نوفمبر 2011                                |
| جاك كوربيلا وبوكر تي                  | 2 يونيو 2011                                                                             |
| جوش ماثيوز ومات سترايكر               | 10 نوفمبر 2011 – 25 أكتوبر 2012                                                          |
| مايكل كولي ومات سترايكر               | 26 أبريل 2012                                                                            |
| إي سي دبليو                           |                                                                                          |
| جوش ماثيوز ومات سترايكر               | 16 أبريل 2009 – 22 أكتوبر 2009                                                           |
| جوش ماثيوز وبايرون ساكتون             | 27 أكتوبر 2009 – 11 فبراير 2010                                                          |
| القائمة الكاملة                       |                                                                                          |
| سكوت ستانفورد ومات سترايكر            | 23 أغسطس 2012 2 نوفمبر 2012 – 11 يناير 2013                                              |
| توني داوسون ومات سترايكر              | 18 يناير 2013 – 21 يونيو 2013                                                            |
| توني داوسون وأليكس رايلي              | 28 يونيو 2013 – 20 سبتمبر 2013                                                           |
| جوش ماثيوز وتوم فيليبس                | 27 سبتمبر 2013                                                                           |
| جوش ماثيوز وأليكس رايلي               | 15 نوفمبر 2013                                                                           |
| توم فيليبس وأليكس رايلي               | 4 أكتوبر 2013 – 24 يناير 2014                                                            |
| توم فيليبس وبايرون ساكستون            | 31 يناير 2014 – 26 يونيو 2014 16 يناير 2015 – 23 يناير 2015 6 مايو 2016 – 10 يونيو 2016  |
| توم فيليبس ورينيه يونغ                | 3 يوليو 2014 – 9 يناير 2015                                                              |
| توم فيليبس                            | 30 يناير 2015                                                                            |
| ريش برينان وبايرون ساكستون            | 6 فبراير 2015 – 27 مارس 2015 24 أبريل 2015 – 29 مايو 2015 23 أكتوبر 2015 – 29 أبريل 2016 |
| ريش برينان وتوم فيليبس                | 3 أبريل 2015 – 10 أبريل 2015                                                             |
| مايكل كولي وبايرون ساكستون            | 17 أبريل 2015                                                                            |
| ريش برينان وبايرون ساكستون وجيمي أوسو | 5 يونيو 2015 – 21 أغسطس 2015                                                             |
| ريش برينان وكزافييه وودز              | 28 أغسطس 2015 – 16 أكتوبر 2015                                                           |
| كايلي إدوردز                          | 25 ديسمبر 2015                                                                           |
| ريش برينان وذا ميز                    | 8 يناير 2016                                                                             |
| توم فيليبس ودولف زيجلر وديفد أوتونغا  | 17 يونيو 2016 1 يوليو 2016 22 يوليو 2016                                                 |
| توم فيليبس وديفد أوتونغا              | 24 يونيو 2016 – 15 يوليو 2016                                                            |

### مذيعو الحلقات
| مذيعو الحلقات   | التاريخ                                                                                                  |
| --------------- | --- |
| راو             | |
| ليليان غارسيا   | 16 أبريل 2009 – 24 سبتمبر 2009                                                                           |
| جاستين روبرتس   | 1 أكتوبر 2009 – 5 مايو 2011 14 يوليو 2011 – 21 يوليو 2011 10 نوفمبر 2011 29 ديسمبر 2011 – 25 أكتوبر 2012 |
| جو جو           | 29 يوليو 2016 – 25 نوفمبر 2016                                                                           |
| سماكدوان        | |
| جاستين روبرتس   | 16 أبريل 2009 – 24 سبتمبر 2009                                                                           |
| توني شيمل       | 1 أكتوبر 2009 – 5 مايو 2011 21 يوليو 2011 29 ديسمبر 2011 – 25 أكتوبر 2012                                |
| أنجيلا فونغ     | 6 مايو 2010 – 17 يونيو 2010                                                                              |
| جامي كايز       | 12 أغسطس 2010 – 31 أغسطس 2010                                                                            |
| براندي رودس     | 14 يوليو 2011 10 نوفمبر 2011                                                                             |
| إي سي دبليو     | |
| توني شيمل       | 30 أبريل 2009                                                                                            |
| لورين ميهيو     | 8 أكتوبر 2009 – 19 نوفمبر 2009                                                                           |
| سافانا          | 17 ديسمبر 2009 – 11 فبراير 2010                                                                          |
| القائمة الكاملة | |
| آشلي فالنس      | 25 نوفمبر 2010 – 9 ديسمبر 2010                                                                           |
| جاستين روبرتس   | 10 مارس 2011 2014                                                                                        |
| إيدن ستايلز     | 12 مايو 2011 – 22 ديسمبر 2011 9 يناير 2015 17 أبريل 2015 – 29 مايو 2015 16 أكتوبر 2015 6 نوفمبر 2015     |
| توني شيمل       | 2 نوفمبر 2012 – 2014 1 يناير 2016                                                                        |
| ليليان غارسيا   | 23 أكتوبر 2014 – 26 فبراير 2016                                                                          |
| غريغ هاميلتون   | 4 مارس 2016 – 22 يوليو 2016                                                                              |

## البث
يُبثُّ حدث سوبرستارز – بالإضافة إلى بثه الرئيسي في الولايات المتحدة – في عددٍ من الدول الأخرى عبر مجموعة متنوّعة من القنوات والشبكات وحتى مواقع الويب. يُلخّص الجدول التالي بثّ الحدث حسب المنطقة:
| البلد/المنطقة       | القناة الناقلة                                       | المرجع        |
| ------------------- | ---------------------------------------------------- | ------------- |
| العالم العربي       | أبو ظبي الرياضية 6 وإم بي سي أكشن وشبكة أوربت شوتايم | [ 18 ]        |
| أستراليا            | شبكة دبليو دبليو إي                                  |               |
| بلغاريا             | بي تي في سبورتس                                      | [ 19 ] [ 20 ] |
| كندا                | شبكة دبليو دبليو إي                                  |               |
| جمهورية الدومينيكان | أنتينا لاتينا                                        |               |
| فرنسا               | أر تي إل 9                                           | [ 21 ] [ 22 ] |
| الهند               | تين سبورتس                                           | [ 23 ] [ 24 ] |
| إيطاليا             | سكاي سبورت 2                                         | [ 25 ] [ 26 ] |
| اليابان             | جي سبورتس                                            | [ 27 ]        |
| ماليزيا             | أسترو سوبر سبورت وتي في 9                            | [ 28 ]        |
| المكسيك             | إم في إس                                             | [ 29 ]        |
| باكستان             | تين سبورتس                                           | [ 30 ]        |
| بنما                | آر بي سي 4                                           | [ 31 ]        |
| الفلبين             | فوكس سبورتس آسيا                                     | [ 32 ]        |
| بورتوريكو           | تيليموندو                                            | [ 33 ]        |
| بيرو                | فريكوينسيا لاتينا                                    | [ 34 ]        |
| رومانيا             | سبورت رومانيا                                        | [ 35 ]        |
| سنغافورة            | سوبرسبورتس أرينا                                     | [ 36 ] [ 37 ] |
| المملكة المتحدة     | شبكة دبليو دبليو إي                                  |               |

## روابط خارجية
- دبليو دبليو إي سوبرستارز على موقع IMDb (الإنجليزية)
- دبليو دبليو إي سوبرستارز على موقع ميتاكريتيك (الإنجليزية)
- دبليو دبليو إي سوبرستارز على موقع كينوبويسك (الروسية)
- دبليو دبليو إي سوبرستارز على موقع قاعدة بيانات الفيلم (الإنجليزية)